# Balística intermédia
Entende-se por Balística Intermédia o estudo dos fenómenos sobre os projécteis desde o momento em que saem do cano da arma até o momento em que deixam de estar influenciados pelos gases remanescentes à boca da arma, portanto, ela fica entre a balística interna e a balística externa.

## Fenómenos sobre os projécteis
A reter sobre esta secção da Balística é que o mais importante é o efeito dos gases imediatamente à saida do cano. Os gases da queima saem do cano a uma velocidade maior que a do projéctil, envolvendo-o. Basta haver uma pequena falha na boca do cano, para que uma grande quantidade de gases saiam por essa falha provocando um efeito muito grave na precisão do tiro. O projéctil é desviado significativamente. Mesmo sem falhas, estes gases querem-se com menor pressão possível à boca do cano.

## Manipulação dos gases
Na balística intermédia outro factor de estudo e aplicação são os aparelhos que actuam na boca do cano, tais como tapa-chamas, silenciadores e afins.
- Silenciadores são, de uma maneira básica, um tubo com várias câmaras separadas de maneira que os gases, por viajarem mais rápido que o prójectil, percam a sua velocidade nessas câmaras antes de chegarem ao fim com uma velocidade que se quer menor quanto possível. Iato, para evitar a explosão sónica (produzida quando a velocidade dos gases ultrapassa a velocidade do som). Apesar dos gases, uma arma para ser silenciosa precisa que a munição não possua velocidade supersónica pela mesma razão, e os mecanismos da arma sejam também "silenciosos" na sua operação.

- Tapa-chamas são dispositivos com o objectivo de reduzir o tamanho e intensidade da chama à boca. Existem também uma espécie de "travões" (muzzle-brake) e compensadores que projectam os gases de maneira a que contrariem o recuo, ou salto vertical da arma respectivamente.